# 花叶假杜鹃
花叶假杜鹃（学名：Barleria lupulina）为爵床科假杜鹃属的植物，是中国的特有植物。分布于中国大陆的广西、广东等地，目前尚未由人工引种栽培。